# Callipepla douglasii
La quaglia elegante (Callipepla douglasii (Vigors, 1829)), nota anche come quaglia di Douglas o colino di Douglas,  è un uccello della famiglia Odontophoridae, endemico del Messico.

## Descrizione
La quaglia elegante, con una lunghezza che varia tra i 22 e i 25,5 centimetri e un peso di circa 160/190 grammi,  è un uccello di dimensioni medie. I maschi sono leggermente più grandi delle femmine e presentano una cresta affusolata lunga dai 39 ai 42 millimetri e di colore oro tendente all'arancione. La parte superiore della testa, le guance, i lati del collo e la gola sono di colore grigio con striature nere, la nuca è invece grigia con striature castane. La parte superiore del petto e il collo sono di colore grigio che tende al blu mentre la parte inferiore del petto e la pancia sono grigie con macchie bianche di forma circolare che vanno ingrandendosi nella parte posteriore del corpo. Le ali sono marroni chiazzate dei castano con striature bianche; la coda è di colore grigio bordata di marrone scuro. Questa specie, come molte altre di galliformi, presenta dimorfismo sessuale se pur non particolarmente marcato, infatti, le femmine hanno una cresta più corta, dai 30 ai 39 millimetri, e di colore marrone scuro anziché oro. Anche il resto del corpo presenta una colorazione meno sgargiante, principalmente di colore grigio con macchie bianche nella parte anteriore e castane in quella posteriore.

## Distribuzione e habitat
La quaglia di Douglas è una specie endemica del versante pacifico del Messico, infatti, essa vive, in maniera stanziale, nelle foreste subtropicali e nelle zone montane che vanno dallo stato di Sonora e del Chihuahua sud-occidentale al nord dello stato di Jalisco, passando da Nayarit.

## Tassonomia
La specie Callipepla douglasii fu descritta per la prima volta nel 1829 dallo zoologo irlandese Nicholas Aylward Vigors; alcune volte questa specie viene indicata sotto il nome scientifico Ortyx douglasii.
La specie viene suddivisa nelle seguenti sottospecie:
- Callipepla douglasii douglasii (Vigors, 1829) - sottospecie nominale, risiede dall'estremo sud di Sonora sino a Sinaloa e Durango nord-occidentale
- Callipepla douglasii bensoni Ridgway, 1887 - quaglia elegante di Benson, diffusa negli stati di Sonora e Chihuahua
- Callipepla douglasii teres (Friedmann, 1943) - quaglia elegante di Jalisco, residente negli stati di Jalisco e Nayarit
- Callipepla douglasii vanderbilti (Bond & Meyer de Schauensee, 1944) - quaglia elegante delle Isole Marías, residente nell'arcipelago delle Isole Marías